# Federico Laredo Brú

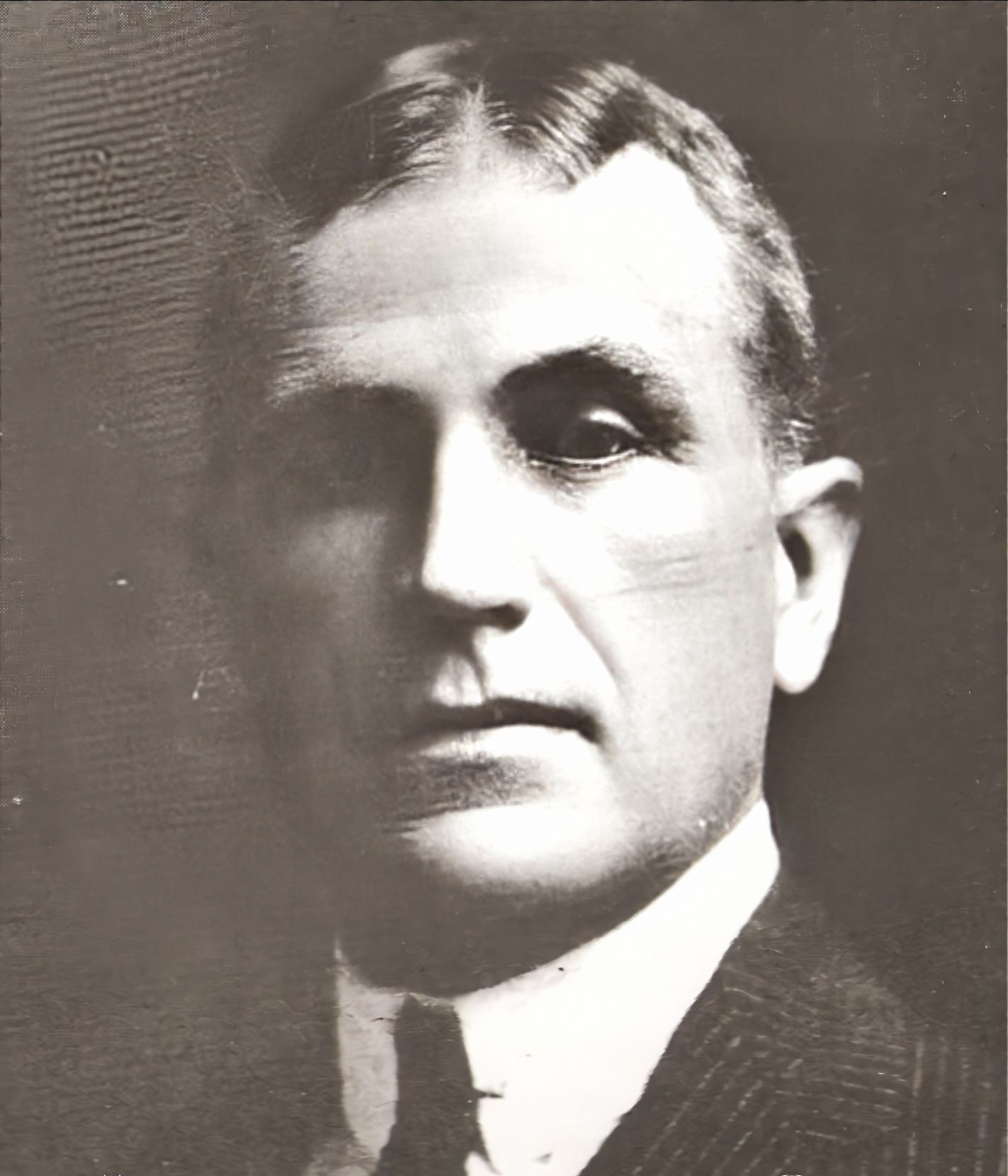

Dr. Federico Laredo Brú (23 de abril de 1875, Remedios, Las Villas, Cuba - 7 de julho de 1946, Havana, Cuba) foi um advogado e político cubano que atuou como presidente de Cuba de 1936 a 1940.
Formou-se em Direito na Universidade de Havana, logo depois participou da Guerra de Independência Cubana aderindo ao exército de libertação, onde alcança a patente de coronel. Depois da guerra, foi presidente da audiência de Santa Clara e posteriormente procurador da audiência de Havana e da Suprema Corte. Sob o mandato do Presidente José Miguel Gómez foi nomeado ministro do Interior e durante o governo de Carlos Manuel de Céspedes ocupa a mesma posição. Foi vice-presidente no governo de Miguel Mariano Gómez e quando este renúncia, torna-se Presidente da República.

## Recusa de refugiados Judeus em fuga do Regime Nazista
Em maio de 1939, o transatlântico alemão St. Louis partiu de Hamburgo, na Alemanha, com 937 passageiros, em sua maioria refugiados judeus, em direção a Cuba, onde fariam escala antes de seguir para os EUA, pois a maior parte deles estava em uma lista de espera oficial para a obtenção dos vistos de entrada em terras norte-americanas. Todos os passageiros haviam recebido documentos governamentais de Cuba que os autorizavam a desembarcar em solo cubano mas, quando o St. Louis atracou no porto de Havana, Federico Laredo Brú não aceitou aquelas autorizações emitidas por seu próprio governo. Após ser recusado por vários países, o transatlântico retornou à Europa e boa parte dos passageiros  tiveram um destino trágico nas mãos dos nazistas. 